# ジョウジ・ワシントン
『ジョウジ・ワシントン』は、谷譲次が1925年（大正14年）に発表した短編小説である。

## あらすじ
ある秋の日、「私」は北米の人通りの多い街を歩いていた。職もなく、金も無くなっていたが、働く気はなかった。一際大きな人だかりを見つけると、水兵が巻煙草を勧めてきた。水兵が「私」が何人か聞いてきたので、でたらめで返した。海軍に入らないかと誘われ、面白そうなので話を聞くためにオフィスについて行くと、別の水兵が居て、出身を聞かれたのででたらめで返した。第一市民書が無いと入軍できないと追い返された。最後に名前を聞かれ、「ジョウジ・ワシントン」と答えた。外で最初の水兵に会い、巻煙草をくれないかと聞いた。

## 制作背景
谷譲次（長谷川海太郎）は文才と語学力に恵まれていた。港町函館の環境的影響を受け、1918年（大正7年）に渡米した。大学に通いながらコックなどの職に就いた。当時のアメリカの社会情勢を見聞し、社会批評眼を養った。その独自の視点が「めりけんじゃっぷ」ものに反映されている。「ジョウジ・ワシントン」は1925年に発表された、谷の実体験である。